# Cras, Isère
Cras là một xã thuộc tỉnh Isère, vùng Rhône-Alpes đông nam nước Pháp. Xã này nằm ở khu vực có độ cao từ 280-773 mét trên mực nước biển.